# Fucellia albeola
Fucellia albeola är en tvåvingeart som beskrevs av Huckett 1927. Fucellia albeola ingår i släktet Fucellia och familjen blomsterflugor.
Artens utbredningsområde är New York. Inga underarter finns listade i Catalogue of Life.